# Шпанија на Европском првенству у атлетици у дворани 2019.
Шпанија је учествовала на 35. Европском првенству у дворани 2019 који се одржао у Глазгову, Шкотска, од 1. до 3. марта. Ово је било тридесет пето Европско првенство у атлетици у дворани од његовог оснивања 1970. године на којем је Шпанија учествовала, односно учествовала је на свим такмичењима до данас. Репрезентацију Шпаније представљало је 42 спортиста (23 мушкарца и 19 жена) који су се такмичили у 22 дисциплине (11 мушких и 11 женских).
На овом првенству Шпанија је заузела 3 место по броју освојених медаља са 6 освојене медаље (три златне, две сребрне и једна бронзана). У табели успешности према броју и пласману такмичара који су учествовали у финалним такмичењима (првих 8 такмичара) Шпанија је са 15 учесника у финалу заузела 4. место са 69 бодова.
| Пл. | Земља   | 1. место | 2. место | 3. место | 4. место | 5. место | 6. место | 7. место | 8. место | Бр. фин. - Бод. |
| --- | ------- | -------- | -------- | -------- | -------- | -------- | -------- | -------- | -------- | --------------- |
| 4.  | Шпанија | 3–24     | 2-14     | 1–6      | 3-15     | -        | 2-6      | -        | 4-4      | 15-69           |

## Учесници
| Мушкарци: - Серхио Лопез — 60 м - Аитор Саме Екобо — 60 м - Данијел Амброс — 60 м - Оскар Усиљос — 400 м, 4 x 400 м - Лукас Буа — 400 м, 4 x 400 м - Manuel Guijarro — 400 м, 4 x 400 м - Алваро де Ариба — 800 м - Маријано Гарсија — 800 м - Пабло Санчез-Ваљадарес — 800 м - Хесус Гомез — 1.500 м - Бен Адријан — 1.500 м - Саул Ордоњез — 1.500 м - Артур Боси — 3.000 м - Серхио Хименез — 3.000 м - Давид Паласио — 3.000 м - Орландо Ортега — 60 м препоне - Енрике Љопис — 60 м препоне - Јидиел Контрерас — 60 м препоне - Бернат Ерта — 4 x 400 м - Еусебио Касерес — Скок удаљ - Пабло Торихос — Троскок - Карлос Тобалина — Бацање кугле - Хорхе Урена — Десетобој | Жене: - Естела Гарсија — 60 м - Хаел Бестуе — 60 м - Паула Севиља — 60 м - Лаура Буено — 400 м - Аури Лорена Бокеса — 400 м - Салма Параљуело Ајингоно — 400 м - Естер Гереро — 800 м - Зоја Наумов — 800 м - Марта Перез — 1.500 м - Соланге Андреја Переира — 1.500 м - Селиа Антон — 3.000 м - Кристина Еспехо — 3.000 м - Каридад Херез — 60 м препоне - Мајален Акспе — Скок мотком - Фатима Диаме — Скок удаљ - Ана Пелетеиро — Троскок - Патрисија Сарапио — Троскок - Урсула Руиз — Бацање кугле - Марија Висенте — Петобој |  |

## Освајачи медаља (6)

### Злато (3)
- Алваро де Ариба — 800 м
- Хорхе Урена — Седмобој
- Ана Пелетеиро — Троскок

### Сребро (2)
- Оскар Усиљос — 400 м
- Оскар Усиљос, 
 Manuel Guijarro, 
 Лукас Буа, 
 Бернат Ерта — 4 х 400 м

### Бронза (1)
- Хесус Гомез — 1.500 м

## Резултати

### Мушкарци
| Атлетичар                                             | Дисциплина   | Лични рекорд | Квалификације     | Квалификације     | Полуфинале            | Полуфинале            | Финале                | Финале               | Детаљи |
| Атлетичар                                             | Дисциплина   | Лични рекорд | Резултат          | Место             | Резултат              | Место                 | Резултат              | Место                | Детаљи |
| ----------------------------------------------------- | ------------ | ------------ | ----------------- | ----------------- | --------------------- | --------------------- | --------------------- | -------------------- | ------ |
| Серхио Лопез                                          | 60 м         | 6,69         | 6,76 кв           | 5. у гр. 6        | 6,71                  | 4. у гр. 3            | Није се квалификовао  | 11 / 44 (45)         |        |
| Аитор Саме Екобо                                      | 60 м         | 6,75         | 6,81              | 5. у гр. 5        | Нису се квалификовали | Нису се квалификовали | Нису се квалификовали | 27 / 44 (45)         |        |
| Данијел Амброс                                        | 60 м         | 6,73         | 6,99              | 7. у гр. 1        | Нису се квалификовали | Нису се квалификовали | Нису се квалификовали | 41 / 44 (45)         |        |
| Оскар Усиљос                                          | 400 м        | 45,69 НР     | 47,34 КВ          | 1. у гр. 2        | 46,31 КВ, ЛРС         | 1. у гр. 1            | 45,66 НР, ЛР          |                      |        |
| Лукас Буа                                             | 400 м        | 46,23        | 47,00 КВ          | 1. у гр. 3        | 46,81 кв              | 3. у гр. 2            | 46,92                 | 6 / 21 (22)          |        |
| Manuel Guijarro                                       | 400 м        | 45,92        | 46,97 кв          | 3. у гр. 4        | 47,34                 | 5. у гр. 2            | Није се квалификовао  | 8 / 21 (22)          |        |
| Алваро де Ариба                                       | 800 м        | 1:45,43      | 1:48,15 КВ        | 2. у гр. 5        | 1:50,12 КВ            | 1. у гр. 1            | 1:46,83               |                      |        |
| Маријано Гарсија                                      | 800 м        | 1:47,75      | 1:48,09 КВ        | 2. у гр. 1        | 1:48,84 КВ            | 1. у гр. 2            | 1:47,58 ЛР            | 4 / 33 (34)          |        |
| Пабло Санчез-Ваљадарес                                | 800 м        | 1:48,87      | 1:48,90           | 4. у гр. 4        | Није се квалификовао  | Није се квалификовао  | Није се квалификовао  | 12 / 33 (34)         |        |
| Хесус Гомез                                           | 1.500 м      | 3:40,24      | 3:47,53 КВ        | 2. у гр. 3        |                       |                       | 3:44,39               |                      |        |
| Бен Адријан                                           | 1.500 м      | 3:42,25      | 3:48,24           | 4. у гр. 1        | Није се квалификовао  | 14 / 25 (28)          |                       |                      |        |
| Саул Ордоњез                                          | 1.500 м      | 3:39,40      | Није завршио трку | Није завршио трку | Није се квалификовао  | Није се квалификовао  |                       |                      |        |
| Артур Боси                                            | 3.000 м      | 7:55,42      | 7:58,46           | 10. у гр. 1       | Нису се квалификовали | 17 / 33 (34)          |                       |                      |        |
| Серхио Хименез                                        | 3.000 м      | 7:51,55      | 8:03,58           | 9. у гр. 2        | Нису се квалификовали | 21 / 33 (34)          |                       |                      |        |
| Давид Паласио                                         | 3.000 м      | 7:54,33      | 8:07,61           | 11. у гр. 2       | Нису се квалификовали | 24 / 33 (34)          |                       |                      |        |
| Орландо Ортега                                        | 60 м препоне | 7,48 НР      | 7,61 КВ           | 1. у гр. 1        | 7,57                  | 1. у гр. 2            | 7,64                  | 4 / 29 (30)          |        |
| Енрике Љопис                                          | 60 м препоне | 7,72         | 7,86 кв           | 5. у гр. 4        | 7,87                  | 7. у гр. 1            | Није се квалификовао  | 14 / 29 (30)         |        |
| Јидиел Контрерас                                      | 60 м препоне | 7,64         | Дисквалификован   | Дисквалификован   | Није се квалификовао  | Није се квалификовао  | Није се квалификовао  | Није се квалификовао |        |
| Оскар Усиљос, Manuel Guijarro, Лукас Буа, Бернат Ерта | 4 х 400 м    | 3:06,60 НР   |                   |                   |                       |                       | 3:06,32 НР            |                      |        |
| Еусебио Касерес                                       | Скок удаљ    | 8,16         | 7,76 кв           | 6.                |                       |                       | 7,98                  | 4 / 9 (13)           |        |
| Пабло Торихос                                         | троскок      | 17,04 НР     | 16,18             | 15.               | Нису се квалификовали | 15 / 18 (19)          |                       |                      |        |
| Карлос Тобалина                                       | Бацање кугле | 20,50        | 19,06             | 18.               | Нису се квалификовали | 18 / 18               |                       |                      |        |

#### седмобој
| Дисциплина   | Хорхе Урена | Хорхе Урена | Хорхе Урена | Хорхе Урена | Хорхе Урена    | Хорхе Урена |
| Дисциплина   | Лич. рек.   | Рез.        | Бод.        | Плас.       | Укупно         | Плас.       |
| ------------ | ----------- | ----------- | ----------- | ----------- | -------------- | ----------- |
| 60 м         | 6,91        | 6,96 ЛРС    | 897         | 3.          | 897            | 3.          |
| Скок удаљ    | 7,73        | 7,39        | 908         | 8.          | 1.805          | 5.          |
| Бацање кугле | 14,50       | 14,68 ЛР    | 770         | 7.          | 2.575          | 5.          |
| Скок увис    | 2,10        | 2,07 ЛРС    | 868         | 5.          | 3.443          | 3.          |
| 60 препоне   | 7,78        | 7,78 =ЛР    | 1.038       | 1.          | 4.481          | 1.          |
| Скок мотком  | 5,02        | 5,00 ЛРС    | 910         | 6.          | 5.391          | 1.          |
| 1.000 м      | 2:40,06     | 2:44,27     | 827         | 1.          | 6.218          | 1.          |
| Укупно       | 6.249 НР    | -           |             |             | 6.218 СРС, ЕРС |             |

### Жене
| Атлетичарка              | Дисциплина   | Лични рекорд | Квалификације  | Квалификације | Полуфинале            | Полуфинале            | Финале                | Финале       | Детаљи |
| Атлетичарка              | Дисциплина   | Лични рекорд | Резултат       | Место         | Резултат              | Место                 | Резултат              | Место        | Детаљи |
| ------------------------ | ------------ | ------------ | -------------- | ------------- | --------------------- | --------------------- | --------------------- | ------------ | ------ |
| Естела Гарсија           | 60 м         | 7,32         | 7,40 кв        | 4. у гр. 3    | 7,46                  | 8. у гр. 1            | Није се квалификовала | 24 / 42 (43) |        |
| Хаел Бестуе              | 60 м         | 7,32         | 7,41           | 5. у гр. 1    | Нису се квалификовале | Нису се квалификовале | Нису се квалификовале | 27 / 42 (43) |        |
| Паула Севиља             | 60 м         | 7,39         | 7,44           | 5. у гр. 2    | Нису се квалификовале | Нису се квалификовале | Нису се квалификовале | 32 / 42 (43) |        |
| Лаура Буено              | 400 м        | 53,07        | 52,67 кв, ЛР   | 4. у гр. 7    | 53,05                 | 5. у гр. 7            | Није се квалификовала | 8 / 37       |        |
| Аури Лорена Бокеса       | 400 м        | 52,86        | 53,45          | 4. у гр. 7    | Нису се квалификовале | Нису се квалификовале | Нису се квалификовале | 23 / 37      |        |
| Салма Параљуело Ајингоно | 400 м        | 53,83        | 55,30          | 6. у гр. 1    | Нису се квалификовале | Нису се квалификовале | Нису се квалификовале | 37 / 37      |        |
| Естер Гереро             | 800 м        | 2:01,46      | 2:02,95 КВ     | 1. у гр. 2    | 2:02,43 КВ            | 1. у гр. 1            | 2:04,07               | 6 / 21       |        |
| Зоја Наумов              | 800 м        | 2:02,15      | 2:05,84 кв     | 3. у гр. 1    | 2:04,50               | 5. у гр. 2            | Није се квалификовала | 11 / 21      |        |
| Марта Перез              | 1.500 м      | 4:09,24      | 4:08,05 КВ, ЛР | 1. у гр. 2    |                       |                       | 4:13,56               | 8 / 22 (24)  |        |
| Соланге Андреја Переира  | 1.500 м      | 4:10,39      | 4:24,57        | 3. у гр. 2    | Није се квалификовала | 21 / 22 (24)          |                       |              |        |
| Селиа Антон              | 3.000 м      | 9:03,29      |                |               |                       |                       | 9:01,51 ЛР            | 6 / 16       |        |
| Кристина Еспехо          | 3.000 м      | 9:02,45      | 9:06,26        | 11 / 16       |                       |                       |                       |              |        |
| Каридад Херез            | 60 м         | 8,11         | 8,38           | 7. у гр. 4    | Није се квалификовала | Није се квалификовала | Није се квалификовала | 25 / 28      |        |
| Мајален Акспе            | Скок мотком  | 4,50         | 4,25           | 17.           |                       |                       | Нису се квалификовале | 17 / 18 (19) |        |
| Фатима Диаме             | Скок удаљ    | 6,54         | 6,46           | 9.            | 11 / 17 (18)          |                       | Нису се квалификовале |              |        |
| Ана Пелетеиро            | Троскок      | 14,51        | 14,15 кв       | 4.            | 14,73 НР, ЛР          |                       |                       |              |        |
| Патрисија Сарапио        | Троскок      | 14,07        | 13,67          | 12.           | Нису се квалификовале | 12 / 17 (18)          |                       |              |        |
| Урсула Руиз              | Бацање кугле | 17,68        | 16,41          | 17.           | Нису се квалификовале | 17 / 17               |                       |              |        |

#### Петобој
| Дисциплина   | Марија Висенте | Марија Висенте | Марија Висенте | Марија Висенте | Марија Висенте | Марија Висенте |
| Дисциплина   | Лич. рек.      | Резултат       | Бод.           | Плас.          | Укупно         | Плас.          |
| ------------ | -------------- | -------------- | -------------- | -------------- | -------------- | -------------- |
| 60 м препоне | 8,35           | 8,36           | 1.048          | 5.             | 1.048          | 5.             |
| Скок увис    | 1,78           | 1,75           | 916            | 8.             | 1.964          | 8.             |
| Бацање кугле | 12,42          | 12,82 ЛР       | 715            | 12.            | 2.679          | 11.            |
| Скок удаљ    | 6,36           | 6,33           | 953            | 3.             | 3.632          | 8.             |
| 800 м        | 2:22,77        | 2:27,00        | 731            | 9.             | 4.363          | 9.             |
| Петобој      | 4.412          |                |                |                | 4.363          | 9 / 10 (12)    |